# Île de Ré
Île de Ré je ostrov v Biskajském zálivu. Île de Ré leží při západním pobřeží Francie u města La Rochelle, správního centra departementu Charente-Maritime v regionu Nová Akvitánie. Z jižní strany je omýván vodami Pertuis d'Antioche.
Ostrov je plochý, nejvyšší bod Peu des Aumonts dosahuje nadmořské výšky 20 metrů. Ostrov je 26 km dlouhý a 5 km široký. Ostrov od roku 1988 spojuje most s městem La Rochelle.

## Historie
Ve starověku bylo na místě Île de Ré souostroví tří menších ostrovů, které se postupně spojily a vytvořily jeden ostrov.
Roku 1627 byl na několik měsíců z velké části obsazen Angličany, jejichž sbor se pod velením vévody z Buckinghamu neúspěšně snažil dobýt zdejší pevnost Saint-Martin-de-Ré.

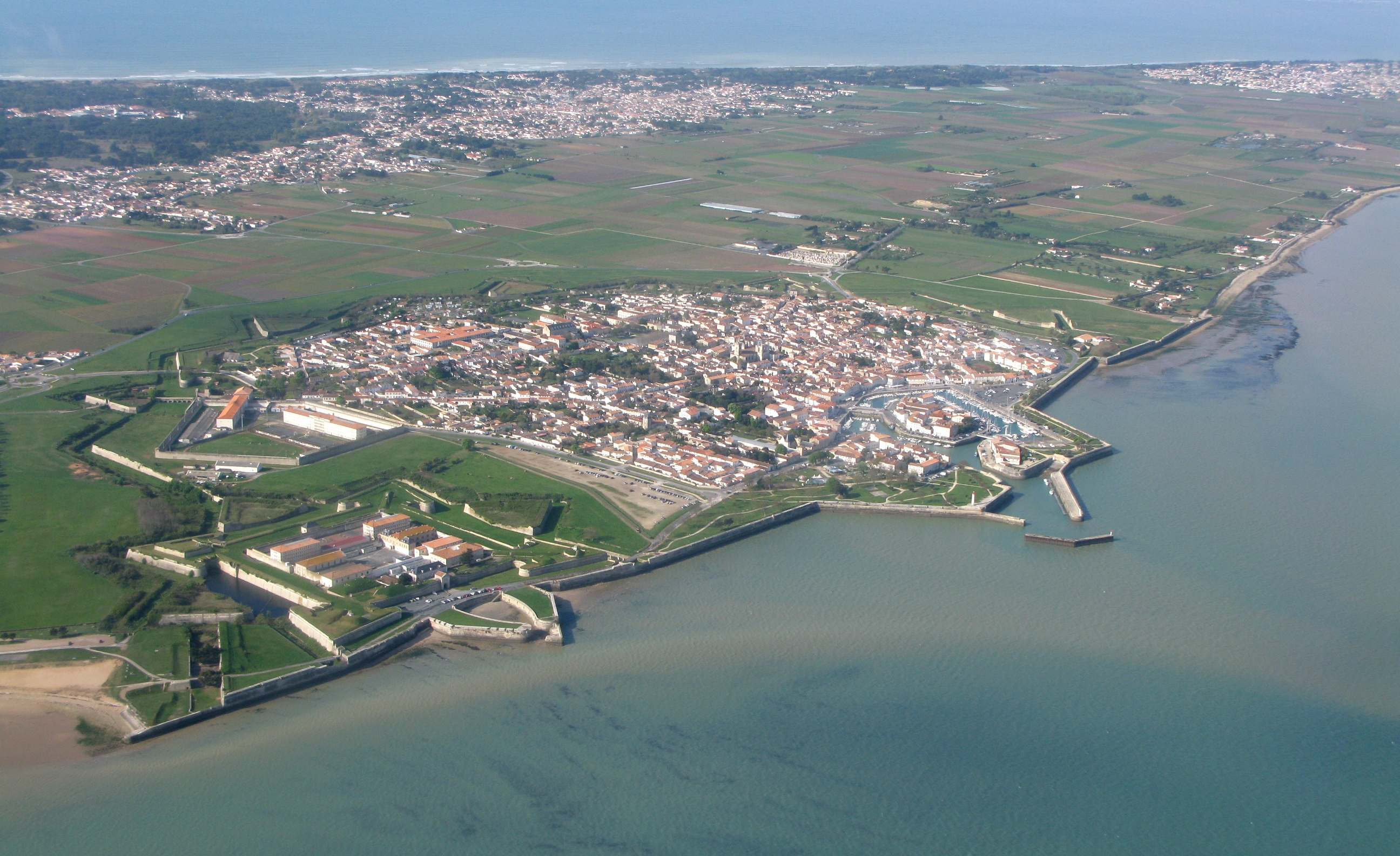
Letecký snímek pevnosti Saint-Martin-de-Ré